# محمد آيت عبو
محمد آيت عبو (23 أغسطس 1985) لاعب كرة قدم مغربي يلعب حاليا لصالح نادي الدوري الأردني للمحترفين البقعة الأردني في مركز قلب الدفاع من 2014.

## روابط خارجية
- محمد آيت عبو على موقع قاعدة بيانات كرة القدم.إي يو (الإنجليزية)